# Johannes Gottfried Hallier
Hans Johannes Gottfried Hallier (Jena, 6 de julio de 1868 – Oegstgeest, 10 de marzo de 1932) fue un botánico alemán.
Estudia botánica y zoología en la Universidad de Jena con Christian Ernst Stahl (1848-1919) y con Ernst Haeckel (1834-1919), continuando sus estudios en la Universidad de Múnich con Ludwig Radlkofer (1829-1927) y con Richard Hertwig (1850-1937).
De 1893 a 1897 trabaja en el Jardín Botánico de Buitenzorg de Java, para ser luego asistente al "Instituto Botánico" de la Universidad de Múnich, y a comienzos de 1898 trabaja en el "Museo Botánico de Hamburgo.
De 1903 a 1904 participa de una expedición científica a India, Ceilán y el Archipiélago malayo. Publica varias obras en relación con la flora de las Indias Orientales Neerlandesas, incluyendo tratados de la flora de Borneo.
De 1908 a 1922, Hallier es curador del Rijksherbarium en Leiden. Es recordado aún por intoducir una clasificación filogénica de fanerógamas: sistema Hallier.

## Algunas publicaciones
- Indonesische Leidensblumen. [S.l.], 1922

- Neue Vorschläge zur botanischen Nomenklatur. Hamburgo, 1905

- Ueber Kautschuklianen und andere Apocyneen, nebst Bemerkungen über Hevea und einem Versuch zur Lösung der Nomenklaturfrage. Gräfe & Sillem, Hamburgo 1900

- Zur Convolvulaceenflora Amerika's, 1899

- Das proliferierende persönliche und das sachliche, konservative Prioritätsprinzip in der botanischen Nomenklatur. Hamburg, 1900

- Indonesische Acanthaceen: mit 8 Tafeln Nr. IX - XVI. Karras, Halle 1897

- Beiträge zur Anatomie der Convolvulaceen. Engelmann, Leipzig 1893

- Beiträge zur Morphogenie der Sporophylle und des Trophophylls in Beziehung zur Phylogenie der Kormophvten. In: Jahrbuch Hamb. Wiss. Anst. 19. 1901

- Die indonesischen Aeschynanthusarten des Herbariums zu Buitenzorg, 1897

- Die botanische Erforschung Mittelborneos. In: Naturwiss. Wochenschr. 11, 1896

- Ein neues Cypripedium aus Borneo. In: Nat. Tijdschr. N.I. 54, 1895

- Neue und bemerkenswerte Pflanzen aus dem Malaiisch-Papuanischen Inselmeer’ I-III. In: Ann. Jard. But. Buit. 13, 1896

- Paphiopedilum amabile und die Hochgebirgsflora des Berges Klamm in West Borneo, nebst einer Übersicht über die Gattung Paphiopedilum’. In: Ann. Jard. Bot. Buit. 14, 1897

- Beiträge zur Flora von Borneo’. In: Beih. Bot. Centr. Bl. 2e Abt. 34, 1916

- Corto sketch de su vida y su formación científica (MS. hecho por el mismo Hallier en 1910, en Archivos Leiden Herbarium); BACKER, Verkl. Woordenb. 1936

## Honores

### Eponimia
- (Acanthaceae) Hallieracantha Stapf[3]
- La abreviatura «Hallier f.» se emplea para indicar a Johannes Gottfried Hallier como autoridad en la descripción y clasificación científica de los vegetales.[4]